# Ширли Грей
Ши́рли Грей (англ. Shirley Grey; 11 апреля 1902, Ногатак — 12 августа 1981, Jacksonville Beach, Флорида) — американская актриса театра и кино.

## Биография
Агнес Зеттерштранд (настоящее имя актрисы) родилась 11 апреля 1902 года в семье шведских эмигрантов в городке Ногатук (штат Коннектикут, США). Её отец был священником, он умер в 1911 году; у Агнес было шестеро старших братьев и сестёр. Вскоре семья перебралась в город Уотербери в том же штате, где девушка в 1919 году окончила старшую школу. Там она заинтересовалась актёрским мастерством, была членом Драматического клуба. В 1920-х годах играла в небольших театрах Нового Орлеана (Луизиана), Джэксонвилла (Флорида), Сан-Франциско (Калифорния) и Новой Шотландии; в конце 1920-х годов собрала собственную труппу Shirley Grey Players. В 1931 году исполняла роль Рокси Харт в постановке «Чикаго», шедшую в театре «Фултон» в Окленде (Калифорния).
С 1930 года Ширли Грей (такой актёрский псевдоним она себе взяла) начала сниматься в кино. Её кино-карьера продолжалась всего пять лет, но за это время она снялась в 45 фильмах (41 из них — с 1932 по 1935 год).
Три развода, смерть молодого сына на войне, невозможность найти работу — всё это привело к тому, что с начала 1950-х годов и до самой смерти Грей вела полу-отшельнический образ жизни вместе со своими сёстрами. Затем она перебралась в дом престарелых в курортный город Джексонвилл-Бич (Флорида), где и скончалась 12 августа 1981 года на 80-м году жизни.

### Личная жизнь
Ширли Грей была замужем трижды:
1. 29 августа 1921 года она вышла замуж за малоизвестного актёра Фостера Уильямса (1899—1948)[11]. 30 сентября 1925 года пара развелась[12], от брака остался сын, погибший в 1945 году на войне[3][4][5].
2. 6 июня 1927 года она вышла замуж за человека по имени Джон Уилмот Кросби, не связанного с кинематографом. До 1936 года пара развелась, детей не было.
3. 3 января 1936 года она вышла замуж за английского актёра театра и кино Артура Маргетсона[англ.] (1887 или 1897 — 1951)[13]. До 1951 года пара развелась, детей не было.

## Избранная фильмография
- 1930 — Специалист по гольфу[англ.] / The Golf Specialist — жена детектива (к/м; в титрах не указана)
- 1931 — Общественный защитник[англ.] / The Public Defender — Барбара Герри
- 1931 — Секретная служба[англ.] / Secret Service — мисс Эдит Варни
- 1932 — Техасский Циклон[англ.] / Texas Cyclone — Хелен Ролингс
- 1932 — Поезд едет сквозь ураган[англ.] / The Hurricane Express — Глория Мартин (Стрэттон)
- 1932 — Переулок[англ.] / Back Street — Франсин
- 1932 — Добродетель[англ.] / Virtue — Герт
- 1932 — Жилые кварталы Нью-Йорка[англ.] / Uptown New York — Патрисия Смит
- 1933 — Рядовой Джонс[англ.] / Private Jones — Хелен Джонс
- 1933 — Жизнь Джимми Долана[англ.] / The Life of Jimmy Dolan — Голди Уэст
- 1933 — Слишком много гармонии[англ.] / Too Much Harmony — Лильян
- 1933 — Убийство в кампусе[англ.] / Murder on the Campus — Лиллиан Войн
- 1934 — Бомбейская почта[англ.] / Bombay Mail — Беатрис Джонс, она же Соня Смеганофф
- 1934 — Сёстры под кожей[англ.] / Sisters Under the Skin — Гилда Гордон
- 1934 — Преступление Хелен Стэнли / The Crime of Helen Stanley — Бетти Лейн
- 1934 — Зелёные глаза[англ.] / Green Eyes — Джин Кестер
- 1934 — Крепкая оборона[англ.] / The Defense Rests — Мейбл Уилсон
- 1934 — Трансатлантическая карусель[англ.] / Transatlantic Merry-Go-Round — Аня Россон
- 1935 — Общественная угроза[англ.] / The Public Menace — Мими ЛаВерн
- 1935 — Тайна «Марии Целесты»[англ.] / The Mystery of the Mary Celeste — Сара Бриггс, жена капитана «Марии Целесты»